# Lie (Lukas Graham)
Lie è un singolo del gruppo musicale danese Lukas Graham, pubblicato il 27 settembre 2019.

## Tracce
Download digitale
1. Lie – 2:59 (Lukas Forchhammer, Don Stefano, Rick Parkhouse, David LaBrel, George Tizzard e JRM)